# Бијело Поље
Бијело Поље је град и сједиште истоимене општине у Црној Гори. Према попису из 2011. урбано језгро има 15.400 становника, што га ставља на треће мјесто по броју становника у Црној Гори. Регионални је центар сјеверног дијела Црне Горе.
Град је познат по неколико културно-историјских споменика. Један од најважнијих је црква Светих апостола Петра и Павла из 1190. године, задужбина кнеза хумског Мирослава, у којој је писано чувено Мирослављево јеванђеље. Може се издвојити и Манастир Никољац (по предању задужбина краља Милутина), џамија Гушмировића (1741), као и Никољачки мост из 1938. године. У граду су рођени бројни знаменити умјетници.

## Етимологија
Град је добио име по пољу бијелих рада којима је тада било прекривено. У рјечнику Вука Стефановића Караџића наводи се као "Варош у Ерцеговини код воде Лима".

## Географски положај
Бијело Поље се налази у долини коју пресијеца планинска ријека Лим. Некада је то заиста било поље, с прољећа прекривено цвјетовима бијеле раде, цвијета који је и пољу и тамошњем насељу одредио име – Бијело Поље. То је и значење турске ријечи Аково за варош, некада познату станицу Дубровачких каравана, која се звала Никољ–пазар.
Од свих градова на сјеверу Црне Горе, Бијело Поље има најповољнији географски положај. Налази се на раскрсници важних путева: на прузи Београд–Бар, на магистрали која од Београда води према мору, а добре су везе и према Пљевљима и Жабљаку, уз кањон Таре, према Беранама, Плаву и Рожајама и даље Ибарском магистралом према Србији. У Бијелом Поље је повезано и магистралним путем са Србијом и то преко граничног прелаза Добраково, које се налази у овој општини.

## Историја
Археолошка истраживања убедљиво говоре о постојању насеља у овом крају још у далекој прошлости. Бјелопољски крај био је насељен још у неолиту (10000 до 3000 година прије н. е.). У селу Мајсторовина код Бијелог Поља, пронађена је камена сјекира која потиче из неолита. Остаци материјалне културе пронађени су и у селу Биједићи, а потичу из бронзаног доба (3000 до 1000 година прије н. е.). И у селу Острељ пронађене су двије секире тзв. јадранског типа. На основу пронађених предмета у самом граду можемо тврдити да су на подручју данашњег Бијелог Поља постојале насеобине праисторијског доба. У Ракоњама, једном од приградских насеља, 1975. године пронађена је глачана камена сјекира, која датира из средњег бронзаног доба. Све ово доказује да је на овом простору човјек обитовао и у старијем гвозденом добу и да су то производи илирских племена чија је територија захватала и област Бијелог Поља.
Остаци илирско–римске културе нађени су на локалитету поред цркве Свете Богородице у Вољавцу. Такође су пронађени и трагови култног мјеста у Затону, 15 km од Бијелог Поља и надгробни споменици у Дубову.
Судећи по археолошким налазима на самом подручју града, могуће је говорити о постојању једне римске насеобине на обали Лима, у непосредној близини данашњег центра Бијелог Поља. У насељу Прушка пронађен је бакарни римски новчић цара Пробуса из друге половине половине 2. вијека. На локалитету латинског гробља постојале су надгробне плоче из времена 2. до 3. вијека н. е. Негдје пред Други светски рат, откривен је на овом локалитету жртвеник са натписом од чврстог бијелог камена, подигнут римском божанству Херкулу. Овај жртвеник се данас чува у цркви Светог Николе у Никољцу. Вјероватно је на подручју Бијелог Поља у доба Римљана постојао град (Муниципијум) са одређеном самоуправом.
У времену од 1865. до 1902. године, Бијело Поље је припадало Новопазарском санџаку, а потом је од 1902. до 1912. године било у саставу посебног Сјеничког санџака. На пијаци је стајала кула Ђулаге Мартиновића, позната као "Четвртача", која је служила као затвор, а после Првог светског рата као трошарински магацин.
Половином 1930-их говорило се да Б. П. "постепено пропада".
У Бијелом Пољу се налази Гимназија Милоје Добрашиновић као и неколико других средњих школа и факултета.
Батрић Ракочевић је био први школован фотограф у Бијелом Пољу и иза себе оставио велики број фотографија из историје овог краја.
Перо Перовић је био најстарији Бијелопољац и Црногорац.

## Демографија
У насељу Бијело Поље живи 11500 пунољетних становника, а просјечна старост становништва износи 33,2 година (32,2 код мушкараца и 34,1 код жена). У насељу има 4244 домаћинства, а просјечан број чланова по домаћинству је 3,74.
Становништво у овом насељу веома је хетерогено.
|  |

| Демографија | Демографија | Демографија |
| Година      | Становника  | Становника  |
| ----------- | ----------- | ----------- |
|             |             |             |
|             |             |             |
|             |             |             |
|             |             |             |
| 1948.       | 3.547       |             |
| 1953.       | 4.029       |             |
| 1961.       | 5.856       |             |
| 1971.       | 8.925       |             |
| 1981.       | 11.927      |             |
| 1991.       | 16.586      | 16.464      |
| 2003.       | 17.358      | 15.883      |
|             |             |             |
|             |             |             |

| Етнички састав према попису из 2003.‍ | Етнички састав према попису из 2003.‍ | Етнички састав према попису из 2003.‍ | Етнички састав према попису из 2003.‍ | Етнички састав према попису из 2003.‍ |
| ------------------------------------ | ------------------------------------ | ------------------------------------ | ------------------------------------ | ------------------------------------ |
|                                      |                                      |                                      |                                      |                                      |
| Срби                                 | Срби                                 |                                      | 8.375                                | 60,19%                               |
| Црногорци                            | Црногорци                            |                                      | 3.179                                | 20,01%                               |
| Бошњаци                              | Бошњаци                              |                                      | 1.150                                | 10,80%                               |
| Муслимани                            | Муслимани                            |                                      | 1.377                                | 11,96%                               |
| Роми                                 | Роми                                 |                                      | 43                                   | 0,27%                                |
| Хрвати                               | Хрвати                               |                                      | 27                                   | 0,16%                                |
| Албанци                              | Албанци                              |                                      | 22                                   | 0,13%                                |
| Југословени                          | Југословени                          |                                      | 15                                   | 0,09%                                |
| Македонци                            | Македонци                            |                                      | 14                                   | 0,08%                                |
| Немци                                | Немци                                |                                      | 8                                    | 0,05%                                |
| Руси                                 | Руси                                 |                                      | 6                                    | 0,03%                                |
| Словенци                             | Словенци                             |                                      | 5                                    | 0,03%                                |
| непознато                            | непознато                            |                                      | 186                                  | 1,17%                                |

| \| \| м \| \| \| ж \| \| ? \| 61 \| \| \| 74 \| \| 80+ \| 43 \| \| \| 93 \| \| 75—79 \| 84 \| \| \| 147 \| \| 70—74 \| 148 \| \| \| 192 \| \| 65—69 \| 238 \| \| \| 294 \| \| 60—64 \| 257 \| \| \| 333 \| \| 55—59 \| 293 \| \| \| 329 \| \| 50—54 \| 577 \| \| \| 537 \| \| 45—49 \| 618 \| \| \| 644 \| \| 40—44 \| 536 \| \| \| 654 \| \| 35—39 \| 486 \| \| \| 525 \| \| 30—34 \| 469 \| \| \| 493 \| \| 25—29 \| 639 \| \| \| 643 \| \| 20—24 \| 718 \| \| \| 751 \| \| 15—19 \| 767 \| \| \| 744 \| \| 10—14 \| 634 \| \| \| 630 \| \| 5—9 \| 625 \| \| \| 574 \| \| 0—4 \| 528 \| \| \| 505 \| \| Просек : \| 493 \| \| \| 143 \| |     |  |  |     |
| |     |  |  |     |
| | м   |  |  | ж   |
| ? | 61  |  |  | 74  |
| 80+ | 43  |  |  | 93  |
| 75—79 | 84  |  |  | 147 |
| 70—74 | 148 |  |  | 192 |
| 65—69 | 238 |  |  | 294 |
| 60—64 | 257 |  |  | 333 |
| 55—59 | 293 |  |  | 329 |
| 50—54 | 577 |  |  | 537 |
| 45—49 | 618 |  |  | 644 |
| 40—44 | 536 |  |  | 654 |
| 35—39 | 486 |  |  | 525 |
| 30—34 | 469 |  |  | 493 |
| 25—29 | 639 |  |  | 643 |
| 20—24 | 718 |  |  | 751 |
| 15—19 | 767 |  |  | 744 |
| 10—14 | 634 |  |  | 630 |
| 5—9 | 625 |  |  | 574 |
| 0—4 | 528 |  |  | 505 |
| Просек : | 493 |  |  | 143 |

| Број домаћинстава према пописима из периода 1948—2003. | Број домаћинстава према пописима из периода 1948—2003. | Број домаћинстава према пописима из периода 1948—2003. | Број домаћинстава према пописима из периода 1948—2003. | Број домаћинстава према пописима из периода 1948—2003. | Број домаћинстава према пописима из периода 1948—2003. | Број домаћинстава према пописима из периода 1948—2003. | Број домаћинстава према пописима из периода 1948—2003. |
| Година пописа                                          | 1948.                                                  | 1953.                                                  | 1961.                                                  | 1971.                                                  | 1981.                                                  | 1991.                                                  | 2003.                                                  |
| ------------------------------------------------------ | ------------------------------------------------------ | ------------------------------------------------------ | ------------------------------------------------------ | ------------------------------------------------------ | ------------------------------------------------------ | ------------------------------------------------------ | ------------------------------------------------------ |
| Број домаћинстава                                      | 947                                                    | 990                                                    | 1.445                                                  | 2.172                                                  | 2.961                                                  | 4.152                                                  | 4.395                                                  |

| Број домаћинстава по броју чланова према попису из 2003. | Број домаћинстава по броју чланова према попису из 2003. | Број домаћинстава по броју чланова према попису из 2003. | Број домаћинстава по броју чланова према попису из 2003. | Број домаћинстава по броју чланова према попису из 2003. | Број домаћинстава по броју чланова према попису из 2003. | Број домаћинстава по броју чланова према попису из 2003. | Број домаћинстава по броју чланова према попису из 2003. | Број домаћинстава по броју чланова према попису из 2003. | Број домаћинстава по броју чланова према попису из 2003. | Број домаћинстава по броју чланова према попису из 2003. | Број домаћинстава по броју чланова према попису из 2003. |
| Број чланова                                             | 1                                                        | 2                                                        | 3                                                        | 4                                                        | 5                                                        | 6                                                        | 7                                                        | 8                                                        | 9                                                        | 10 и више                                                | Просек                                                   |
| -------------------------------------------------------- | -------------------------------------------------------- | -------------------------------------------------------- | -------------------------------------------------------- | -------------------------------------------------------- | -------------------------------------------------------- | -------------------------------------------------------- | -------------------------------------------------------- | -------------------------------------------------------- | -------------------------------------------------------- | -------------------------------------------------------- | -------------------------------------------------------- |
| Број домаћинстава                                        | 4.244                                                    | 549                                                      | 610                                                      | 635                                                      | 1.051                                                    | 811                                                      | 355                                                      | 143                                                      | 52                                                       | 17                                                       | 21                                                       |

| Пол    | Укупно | Неожењен/Неудата | Ожењен/Удата | Удовац/Удовица | Разведен/Разведена | Непознато |
| ------ | ------ | ---------------- | ------------ | -------------- | ------------------ | --------- |
| Мушки  | 5.934  | 2.220            | 3.382        | 157            | 88                 | 87        |
| Женски | 6.453  | 1.910            | 3.434        | 769            | 268                | 72        |
| УКУПНО | 12.387 | 4.130            | 6.816        | 926            | 356                | 159       |

| Пол    | Укупно                    | Пољопривреда, лов и шумарство | Рибарство                            | Вађење руде и камена | Прерађивачка индустрија       |
| ------ | ------------------------- | ----------------------------- | ------------------------------------ | -------------------- | ----------------------------- |
| Мушки  | 2.365                     | 49                            | 0                                    | 3                    | 411                           |
| Женски | 1.926                     | 28                            | 0                                    | 0                    | 412                           |
| Укупно | 4.291                     | 77                            | 0                                    | 3                    | 823                           |
|        |                           |                               |                                      |                      |                               |
| Пол    | Производња и снабдевање   | Грађевинарство                | Трговина                             | Хотели и ресторани   | Саобраћај, складиштење и везе |
| Мушки  | 64                        | 102                           | 359                                  | 134                  | 216                           |
| Женски | 24                        | 8                             | 382                                  | 84                   | 31                            |
| Укупно | 88                        | 110                           | 741                                  | 218                  | 247                           |
|        |                           |                               |                                      |                      |                               |
| Пол    | Финансијско посредовање   | Некретнине                    | Државна управа и одбрана             | Образовање           | Здравствени и социјални рад   |
| Мушки  | 24                        | 40                            | 461                                  | 155                  | 103                           |
| Женски | 30                        | 42                            | 228                                  | 245                  | 273                           |
| Укупно | 54                        | 82                            | 689                                  | 400                  | 376                           |
|        |                           |                               |                                      |                      |                               |
| Пол    | Остале услужне активности | Приватна домаћинства          | Екстериторијалне организације и тела | Непознато            | Непознато                     |
| Мушки  | 134                       | 0                             | 1                                    | 109                  | 109                           |
| Женски | 78                        | 0                             | 0                                    | 61                   | 61                            |
| Укупно | 212                       | 0                             | 1                                    | 170                  | 170                           |

## Партнерски градови
Бијела Црква, Украјина
 Хрубјешов, Пољска
 Марду, Естонија
 Струмица, Сјеверна Македонија
 Свиштов, Бугарска

## Познате личности
- Сакиб Шако Полумента, црногорски поп-фолк пјевач
- Дамир Дадо Полумента, црногорски поп-фолк пјевач
- Ћамил Сијарић, црногорски и босанскохерцеговачки књижевник
- Миодраг Булатовић, српски писац и новинар
- Ристо Ратковић, српски књижевник и дипломата
- Драгомир Брајковић, српски пјесник, новинар и књижевник
- Авдо Међедовић, црногорски гуслар и пјесник
- Душко Ивановић, црногорски кошаркаш и тренер
- Никола Пековић, црногорски кошаркаш
- Предраг Дробњак, југословенски и црногорски кошаркаш
- Радомир Ђаловић, црногорски фудбалер
- Анто Дробњак, југословенски фудбалер
- Суад Шеховић, црногорски кошаркаш
- Сеад Шеховић, црногорски кошаркаш
- Тарзан Милошевић, црногорски политичар и дипломата
- Славиша Чуровић, црногорски глумац
- Милутин Мима Караџић, српски глумац и продуцент
- Моамер Касумовић, босанскохерцеговачки глумац
- Рифат Бурџовић, народни херој Југославије
- Драгомир Ненадовић, народни херој Југославије
- Раде Корда, четнички војвода
- Ћазим Сијарић, командант бјелопољског одреда муслиманске милиције Санџака